# Heiligkreuz (Mels)
Heiligkreuz (Mels) ist eine Ortschaft in der politischen Gemeinde Mels im Sarganserland im Kanton St. Gallen in der Schweiz. Das Dorf Heiligkreuz liegt im Seeztal am Fuss des Tschuggen und des Gonzen.

## Geschichte
Heiligkreuz wurde 1500 als Tschervingen erstmals urkundlich erwähnt. Der Name Heiligkreuz geht auf das Patrozinium der dortigen Heiligkreuz-Kapelle zurück. Archäologische Funde brachten ein Urnengrab aus der frühen Spätbronzezeit und einen noch undatierten Schmelzofen zur Eisenverhüttung zum Vorschein. Die spätgotische Kapelle wurde nach der Reformation 1607 neu geweiht. Seit 1970 bildet Heiligkreuz eine eigene Pfarrei mit neuer Kirche. Das Dorf gehört zum Melser Weinbaugebiet und war bis 2003 Standort der Festungswachtkorpsregion 8 und des Kommandos der Festungsrekrutenschule.

## Verkehr
Heiligkreuz liegt an der Hauptstrasse 3 von Flums nach Sargans, wo ein Anschluss zur Autobahn A3 besteht. Die A3 führt unmittelbar an Heiligkreuz vorbei. Im öffentlichen Verkehr wird der Ort vom Bus Sarganserland Werdenberg erschlossen.

## Sakralgebäude

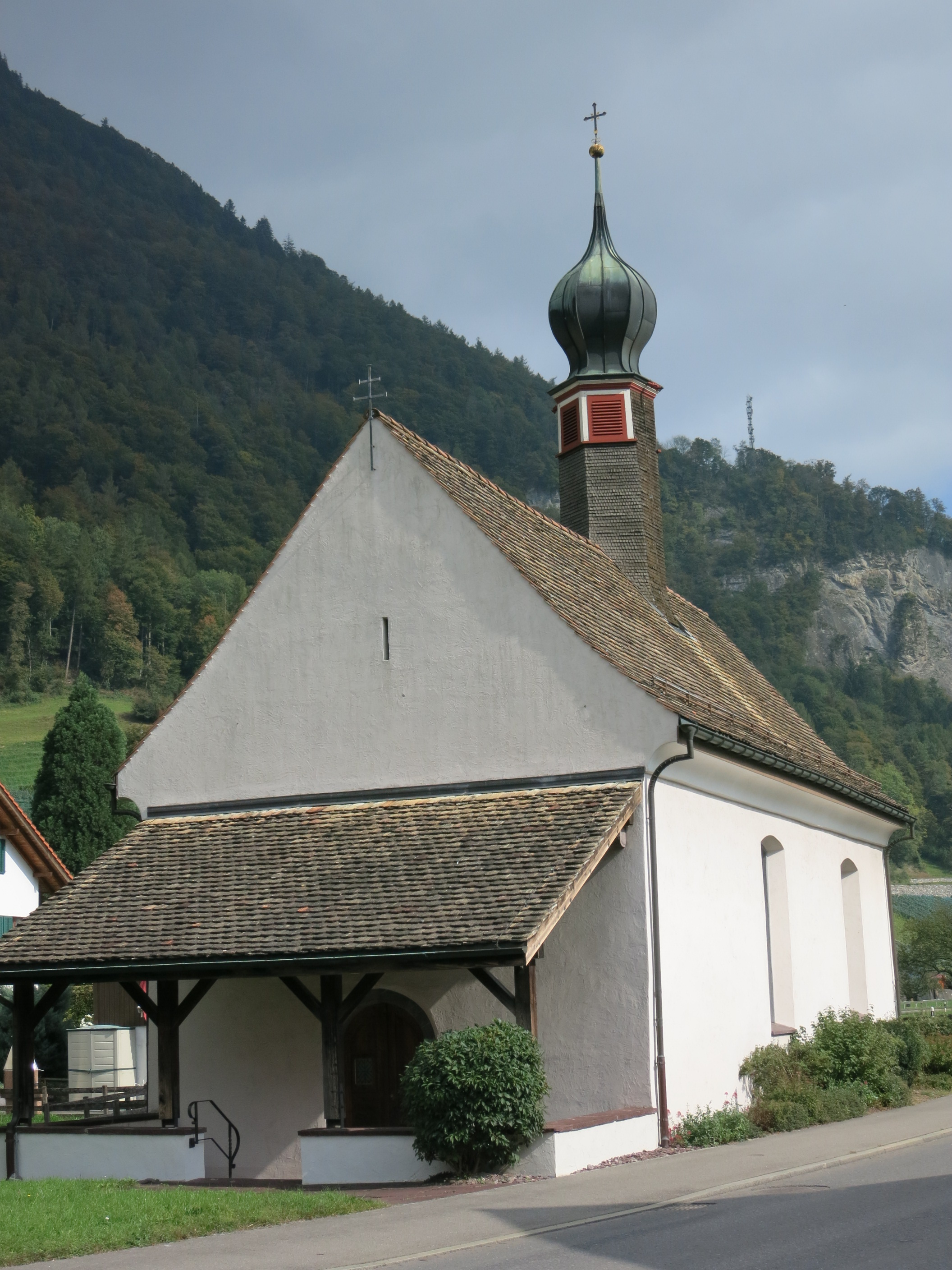
Kapelle Heiligkreuz

Luftaufnahme vom Walter Mittelholzer aus dem Jahr 1925. In der Mitte des Bildes links Heiligkreuz und rechts Plons.

Die spätgotische Kapelle Oberheiligkreuz machte 1906 Schlagzeilen, als ein ganzer Zyklus von mittelalterlichen Wandfresken entdeckt wurde. Die Fresken haben eine Ähnlichkeit mit solchen aus dem 13. Jahrhundert im oberitalienischen Aquileia. Sie gelten als wichtige Zeugen der spätgotischen Bilderkunst nördlich der Alpen zeigen den Kindermord in Bethlehem, die Jakobslegende, Barmherzigkeitsbilder, das Gastmahl der Reichen und eine Gruppe von Heiligen. Die Stiftungsurkunde der Kapelle vom 19. Januar 1500 gibt Zeugnis vom damaligen Ortsnamen Tschervingen.
Die Pfarrkirche St. Joseph wurde 1970 von Bischof Joseph Hasler geweiht. Der Rundbau ist die erste neue Kirche, die in liturgischer Hinsicht den Beschlüssen des Zweiten Vatikanischen Konzils nachkam. Altar, Ambo, Sedilien, Tabernakel und Kruzifix stammen vom Liechtensteiner Künstler Georg Malin. Zwölf Jahre nach der Weihe erhielt die Sankt-Josephs-Kirche eine Orgel mit 24 Registern. Obwohl Heiligkreuz eine eigenständige Pfarrei wurde, werden die Toten weiterhin auf dem Friedhof von Mels bestattet.

## Bilder

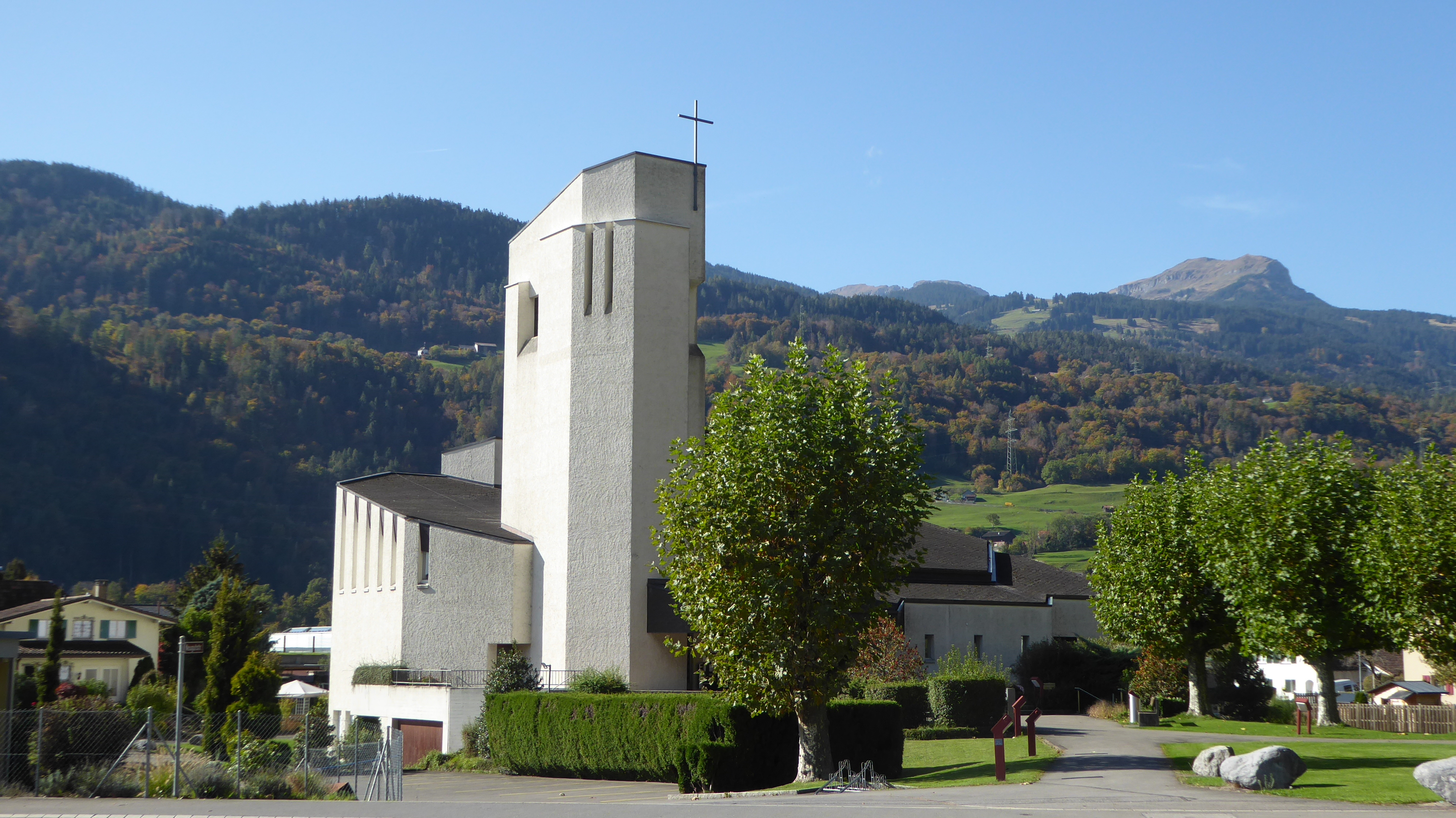
Pfarrkirche St. Joseph
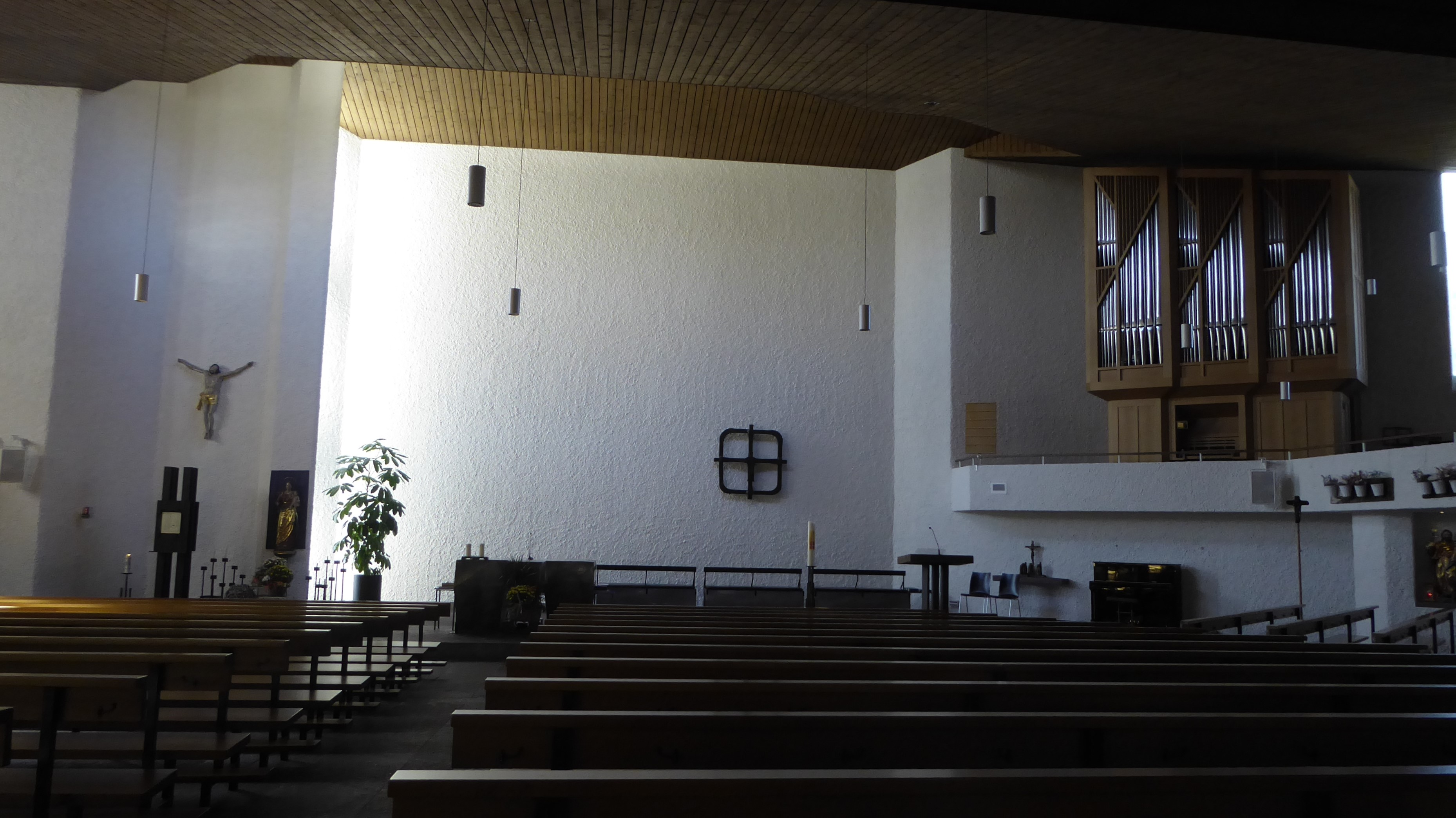
Innenraum der Pfarrkirche
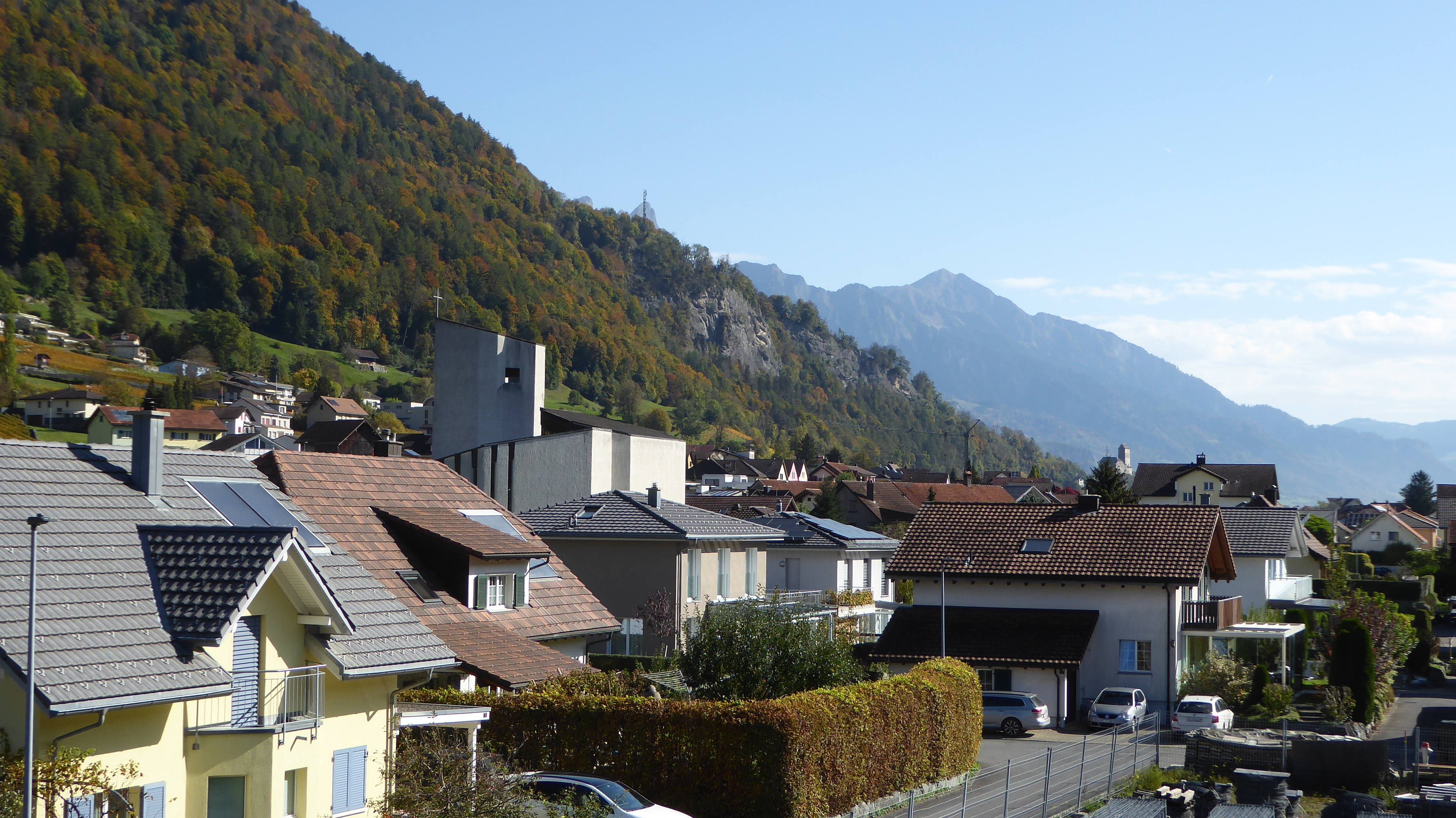
Heiligkreuz mit Pfarrkirche, im Hintergrund Schloss Sargans
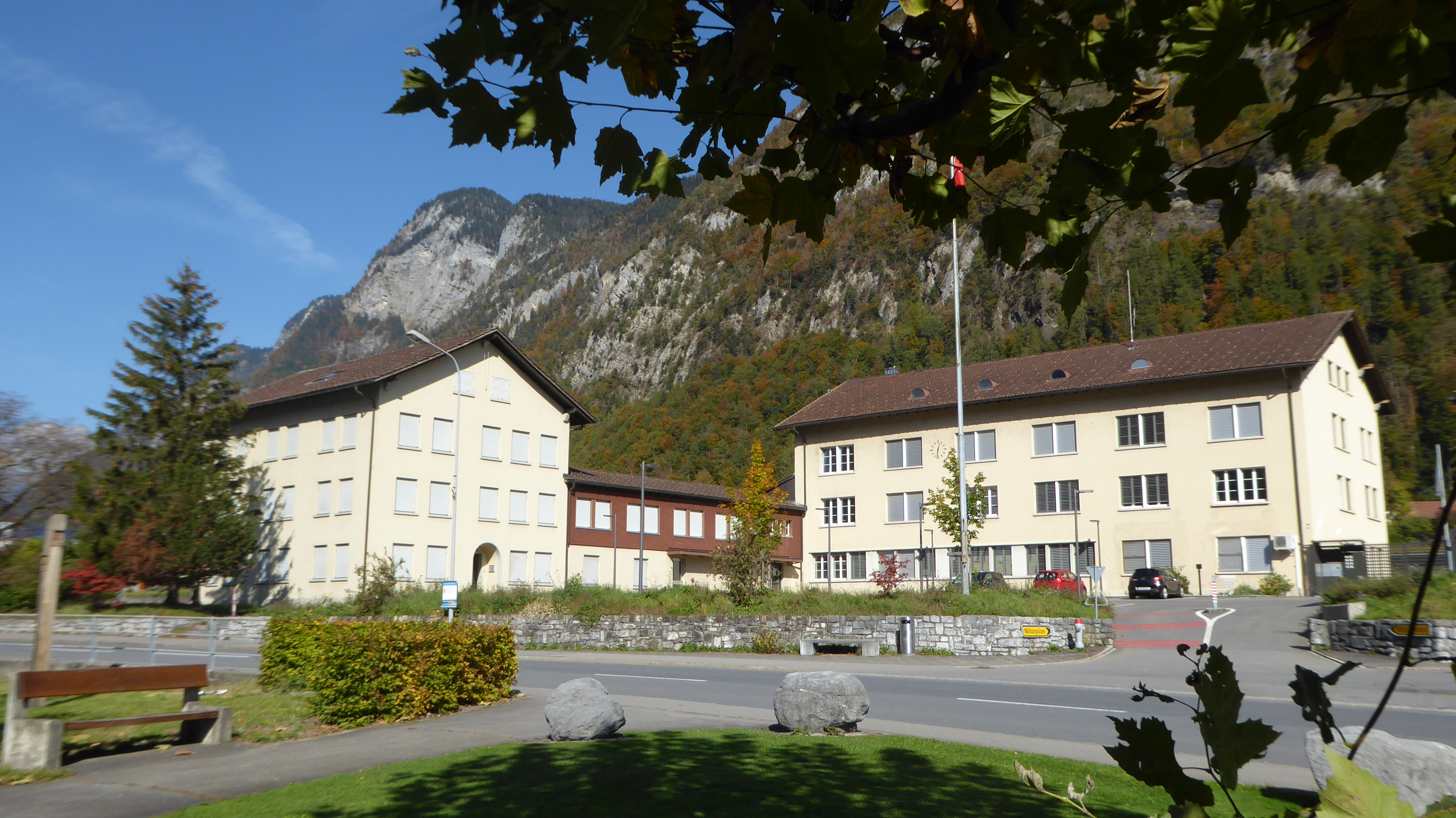
Der Posten Mels der Militärpolizei befindet sich in Heiligkreuz.